# 718 (album)
718 è l'unico album del gruppo hip hop statunitense Theodore Unit, formato da Ghostface Killah, Cappadonna, Trife Da God, Solomon Childs, Du-Lilz, Shawn Wigs e Kryme Life.

## Descrizione
| Recensione | Giudizio |
| ---------- | -------- |
| AllMusic   | [ 1 ]    |
| RapReviews | [ 2 ]    |

Ghostface prende tracce scartate dalle sessioni del suo The Pretty Toney Album (2004) e da street tape creando un progetto di alta qualità, 718 (il titolo richiama un'area di Brooklyn, New York). Il nome del gruppo, che richiama la G-Unit, non funziona, tuttavia sono apprezzate specialmente le performance di Ghostface e di Trife Da God, gli altri, praticamente sconosciuti prima di questo progetto eccetto Cappadonna, semplicemente non si distinguono.

## Tracce
1. Guerilla Hood (Ghostface Killah) – 3:19 – Cilvaringz
2. Punch in Punch Out (Trife Da God) – 2:44
3. 88 Freestyle (Ghostface Killah & Trife Da God) – 2:10
4. The Drummer (Ghostface Killah & Trife Da God featuring Method Man & Streetlife) – 2:47 – Self
5. Gatz (Shawn Wiggs, Ghostface Killah & Solomon Childs) – 2:21
6. Who Are We? (Ghostface Killah & Trife Da God featuring Bone Crusher) – 3:38
7. Smith Brothers (Ghostface Killah & Trife Da God) – 3:18 – Smith Bros
8. Mama Can You Hear Me (Solomon Childs) – 3:49 – Nexus
9. Paychecks (Ghostface Killah & Trife Da God) – 2:57 – D-Prosper, K-Def
10. Wicked With Lead (Ghostface Killah & Trife Da God) – 2:45 – K-Def
11. Daily Routine (Shawn Wigs) – 1:58 – Emile
12. Right Back (Trife Da God and Kryme Life) – 2:49
13. Pass the Mic (Du-Lilz, Shawn Wigs, Trife Da God, Solomon Childs, Ghostface Killah & Cappadonna) – 2:58 – K-Def
14. Work (Solomon Childs) – 2:57 – DJ Skillspinz
15. It's the Unit (Shawn Wigs, Cappadonna & Ghostface Killah) – 2:42
16. Be My Girl (Solomon Childs) – 3:44 – Milestone

## Classifiche
| Classifica (2004)         | Posizione massima |
| ------------------------- | ----------------- |
| US Independent Albums     | 38                |
| US Top R&B/Hip-Hop Albums | 66                |